# الثجر (دوعن)

تعديل مصدري - تعديل

الثجر هي إحدى قرى عزلة صيف بمديرية دوعن التابعة لمحافظة حضرموت، بلغ تعداد سكانها 77 نسمة حسب تعداد اليمن لعام 2004.